# Evangelische Kirche (Züntersbach)

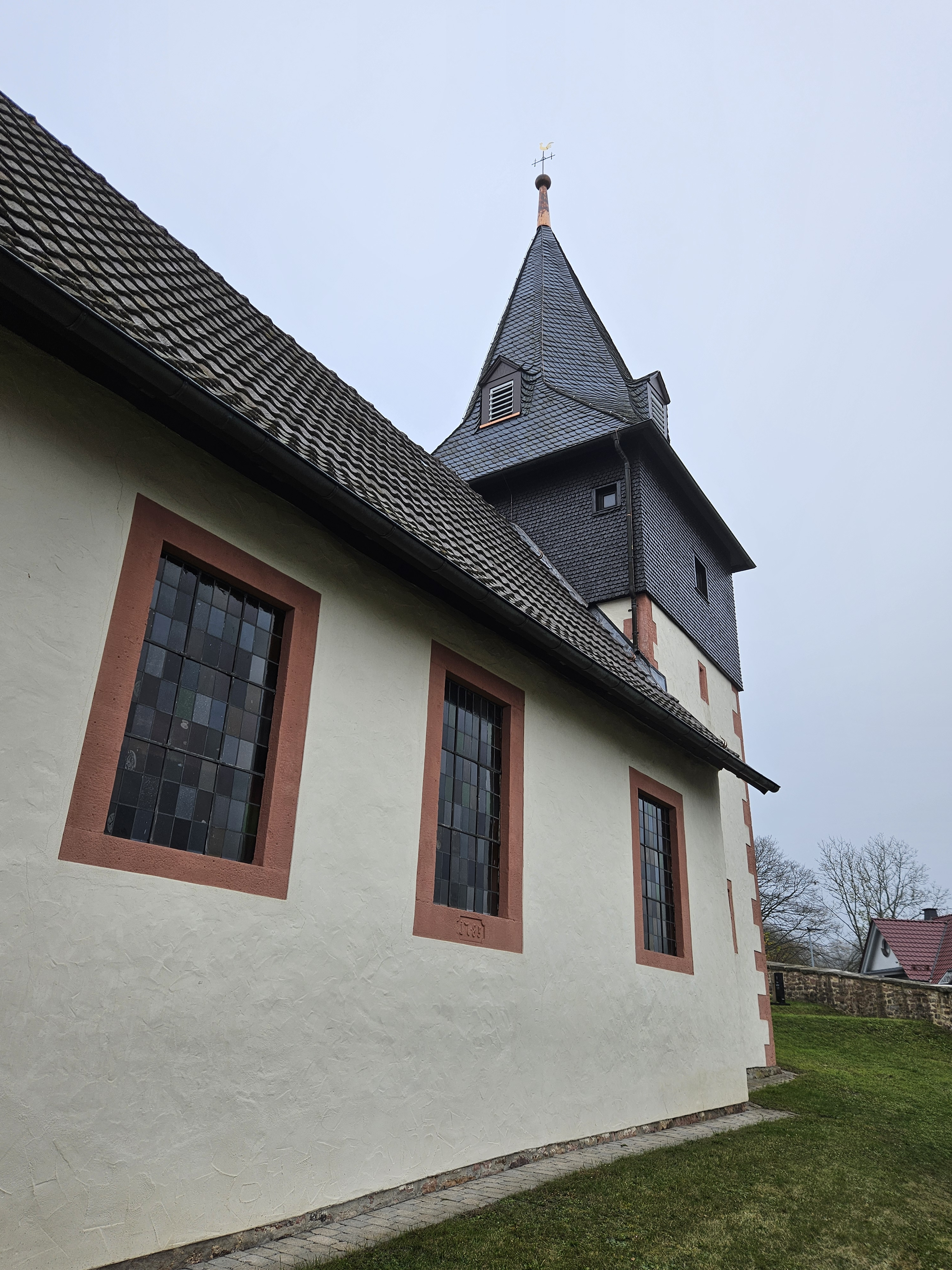
Außenansicht (2024)

Die Evangelische Kirche ist ein ortsbildprägendes Kirchengebäude in Züntersbach, einem Ortsteil der Gemeinde Sinntal im Main-Kinzig-Kreis (Hessen). Die Kirche gehört zur Christusgemeinde in Sinntal und Marjoß im Kooperationsraum Sinntal-Kalbach des Kirchenkreises Kinzigtal im Sprengel Hanau-Hersfeld der Evangelischen Kirche von Kurhessen-Waldeck.

## Geschichte
Bereits im Jahr 1167 wurde eine Kapelle im Ort erwähnt. Die heutige Kirche, ein klassizistischer Bau, stammt von 1785, der massive Turm hingegen noch von der Vorgängerkirche, die 1566 erbaut und 1651 erweitert wurde. Während des Dreißigjährigen Krieges wurde er als Wehrturm mit Schießscharten im Osten und Süden verwendet.
Züntersbach war über Jahrhunderte eine Simultankirche, die sowohl von der evangelischen als auch von der römisch-katholischen Gemeinde genutzt wurde. Dieses Simultaneum bestand bis 1879, als die Kirche endgültig in den Besitz der evangelischen Kirchengemeinde überging.
Die evangelische Kirchengemeinde Züntersbach gehörte ursprünglich als Filiale zum Kirchspiel Mottgers, das auch die Orte Weichersbach, Schwarzenfels und Oberzell umfasste. Bereits 1547 war – zumindest die hanauische Hälfte des Dorfes Züntersbach – evangelisch geprägt. Da die große Ausdehnung des Kirchspiels die seelsorgerische Betreuung erschwerte, wurde ab 1836 die Trennung der Gemeinden vorbereitet, 1840 schließlich die Pfarrei Oberzell gegründet, zu der auch Züntersbach als Filiale gehörte.

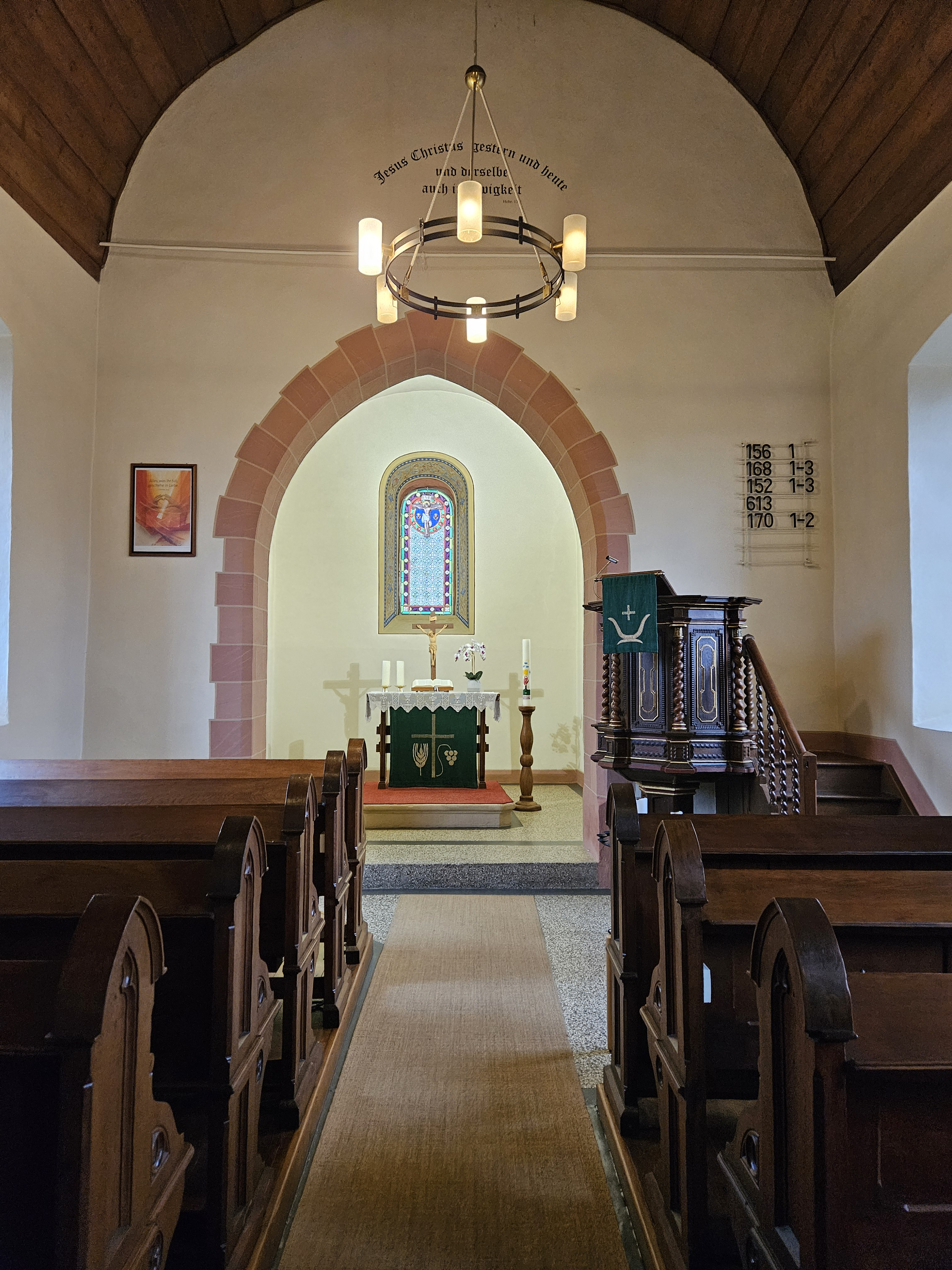
Kirchenraum (2024)

Die Aufhebung des Simultaneums im Jahr 1879 leitete eine neue Ära ein. Bereits 1880 wurde die Kirche umfassend renoviert, um sie an die Bedürfnisse der evangelischen Gemeinde anzupassen. Gefolgt von weiteren Renovierungsmaßnahmen im 20. Jahrhundert, darunter eine grundlegende Sanierung von 1950 bis 1954, bei der viele Verzierungen und Bemalungen im Innenraum überstrichen wurden. Das Glasfenster im Altarraum wurde zugemauert und die historischen Säulen der Empore mit Sperrholzplatten verschalt. Damit sollte die gewünschte Sachlichkeit der frühen Nachkriegsjahre erreicht werden. Zwischen 1995 und 1996 wurde eine weitere Umgestaltung des Innenraums vorgenommen und die Säulen wieder freigelegt, wobei verschiedene Holzschutzarbeiten ausgeführt wurden. Das zugemauerte Fenster wurde wieder geöffnet. Elektrik und Heizung der Kirche wurden grundlegend erneuert.
2009 erhielt die Kirche wieder einen kleinen Vorbau, der Anfang des 20. Jahrhunderts noch vorhanden war.  Die beiden Fenster des Vorbaus wurden künstlerisch durch Eberhard Münch aus Wiesbaden gestaltet.

## Architektur
Die Kirche ist ein einfacher Saalbau mit klassizistischen Elementen. Der mächtige spätgotische Wehrturm dominiert das Gebäudeensemble und besitzt eine verschindelte Glockenstube sowie einen Spitzhelm. Der Kirchhof, der die Kirche umgibt, war einst Teil einer Wehranlage und ist von einer Mauer umgeben.
Ein besonderes Kunstdenkmal ist der spätgotische Taufstein, der sich vor der Kirche befindet. Ein weiteres historisches Element ist ein Friedhofskreuz aus dem Jahr 1834.

## Ausstattung
Im Inneren verfügt die Kirche über eine schlichte Ausstattung. Besondere Elemente sind eine Kanzel aus Holz und ein großes Kruzifix im Kirchenraum, das eine Zeit lang im Altarraum hing.

## Orgel

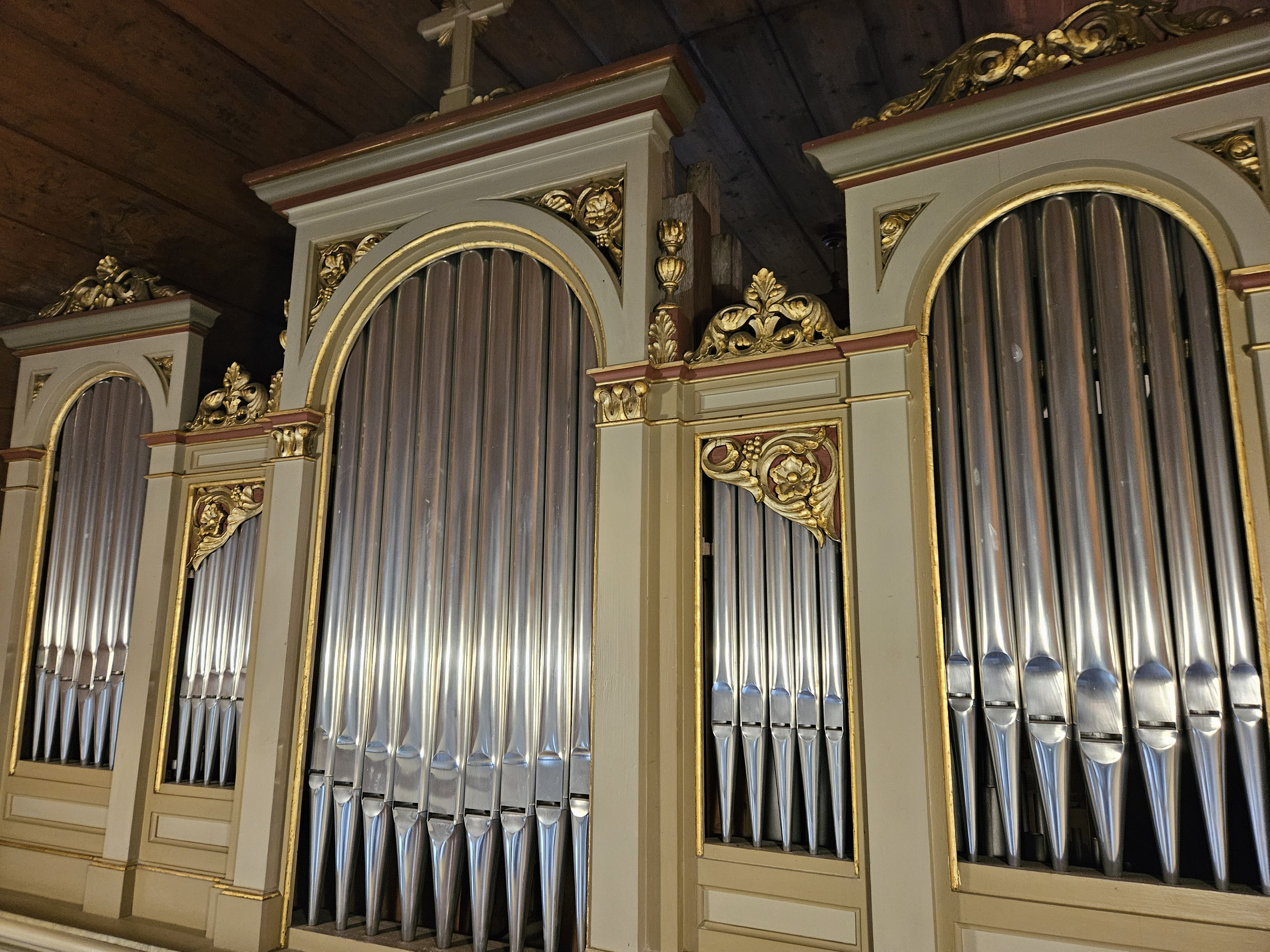
Orgelprospekt (2024)

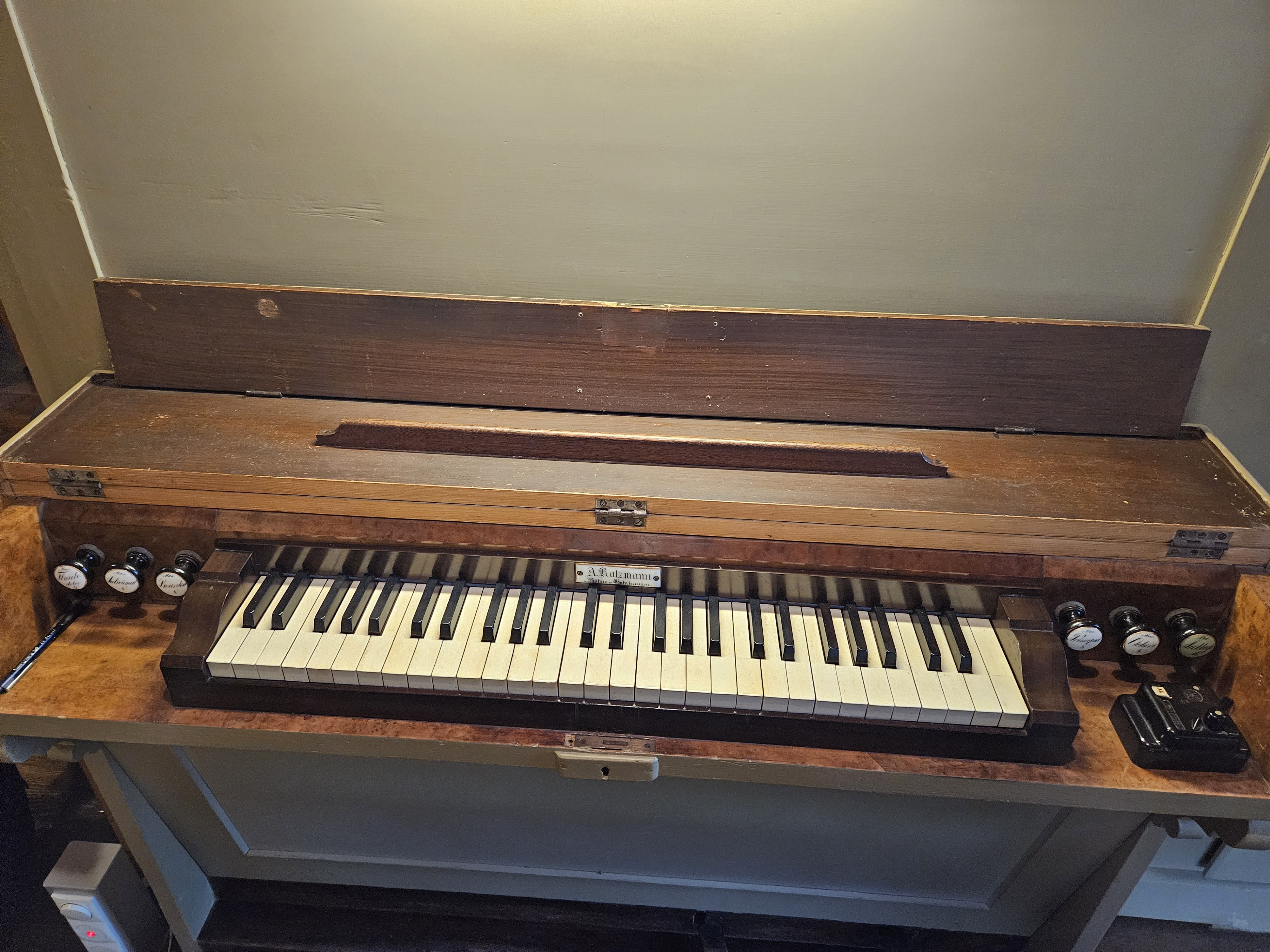
Spieltisch (2024)

Die Orgel wurde 1881 durch Wilhelm Ratzmann aus Gelnhausen erbaut. Zuvor war keine vorhanden. Im Jahr 1950 folgte ein Umbauvorschlag des Orgelsachverständigen und Pfarrers Ernst Karl Rößler aus Hohenzell, der nicht umgesetzt wurde. So befindet sich die Orgel heute noch im Originalzustand. In den folgenden Jahren wurde die Orgel durch Gebrüder Hoffmann aus Ostheim vor der Rhön gereinigt und gewartet, auch nach der Kirchenrenovierung im Jahr 2000. Dabei wurden neue Prospektpfeifen aus Zinn eingebaut. Die bis heute erhaltene Disposition lautet:
| I Manualwerk C–f3 |    |
| Principal         | 8′ |
| Bourdon           | 8′ |
| Salicional        | 8′ |
| Oktave            | 4′ |
| Flauto dolce      | 4′ |

| Pedal C–d1 |     |
| Subbaß     | 16′ |

- Koppel: I/P

## Glocken
Die Glocken der Kirche haben eine wechselvolle Geschichte: 1880 wurden drei Bronzeglocken von der Glockengießerei J.G. Grosse in Dresden angeschafft, nachdem die drei alten Glocken der römisch-katholischen Gemeinde für ihre neue Kirche verkauft wurden. Diese mussten jedoch während des Ersten Weltkriegs abgegeben werden. 1927 erhielt die Kirche zwei neue Glocken von Rincker aus Sinn, Dillkreis. Während des Zweiten Weltkriegs mussten auch diese Glocken abgeliefert werden.
1950 wurden drei neue Glocken beschafft, ebenfalls gegossen von Rincker, eine vierte Glocke 1958 ergänzt. Die Glocken umfassen die Töne b¹, des², es² und ges².

## Kirchengemeinde
Nachdem Züntersbach zunächst zum Kirchspiel Mottgers gehörte, verfügte es nach Gründung des Kirchspiels Oberzell und Züntersbach 1836 über einen eigenen Pfarrer, der seinen Sitz in Oberzell hatte. 2006 wurden die beiden bis dahin selbständigen Kirchengemeinden Oberzell und Züntersbach vereinigt. Ein Gedenkstein erinnert daran. 2014 fusionierte die evangelische Kirchengemeinde Züntersbach mit insgesamt acht anderen Gemeinden (Oberzell, Züntersbach, Altengronau, Neuengronau, Marjoß, Jossa, Sterbfritz und Breunings) zur großen Evangelischen Christusgemeinde in Sinntal und Marjoß. Diese befindet sich in einem Kooperationsraum mit Mottgers, Weichersbach und Schwarzenfels sowie Oberkalbach, Heubach und Uttrichshausen.

## Persönlichkeiten

### Pfarrer
Von 1837 bis 2019 hatte Oberzell jeweils einen eigenen Pfarrer, der auch für Züntersbach zuständig war. Seit 2019 wird Züntersbach durch andere Pfarrer der Christusgemeinde versorgt.
- 1836–1839: Vikar Maisch
- 1839–1841: Pfarrer Jost
- 1841–1857: Pfarrer Maisch
- 1857–1864: Pfarrer Georg Ernst Römheld
- 1864–1890: Pfarrer Wilhelm Adam
- 1890–1901: Pfarrer Ludwig Stoppel
- 1901–1908: Pfarrer Ludwig Schlott
- 1908–1914: Pfarrer Otto Blendin
- 1914–1935: Pfarrer Martin Otto Hestermann
- 1935–1944: Pfarrer Georg Schott
- 1945–1961: Pfarrer Walter Motz
- 1961–1966: Pfarrer Hartmut Wilke
- 1966–1972: Pfarrer Werner Gerlach
- 1973–1992: Pfarrer Hans-Georg Kirchner
- 1993–2004: Pfarrer Reinhard Wolf
- 2004–2012: Pfarrerin Simone Schneider
- 2012–2019: Pfarrerin Sara Wehowsky[2]
- Seit 2021: Daniela Gleim